# Кахетинське повстання
Кахети́нське повста́ння 1812—1813 років (також відоме як Російсько-грузинська війна 1812—1813) — національно-визвольне повстання у Східній Грузії проти Російської імперії з метою відновлення анексованого Картлі-Кахетинського царства.

## Передісторія

### Анексія Картлі-Кахетинського царства Росією і початок національно-визвольного руху
1783 року цар східногрузинського Картлі-Кахетинського царства Іраклій II уклав Георгіївський трактат з Російською імперією, прийнявши протекцію імператриці Катерини II в обмін на військову допомогу у війні з Туреччиною та Іраном. Проте вже у 1787, з початком російсько-турецької війни, Петербург порушив угоду, вивівши війська з Грузії та залишивши нових підданих беззахисними. У 1795 році іранське військо шахіншаха Ага-Могаммеда захопило та спустошило Тбілісі. Росія проігнорувала прохання Іраклія про надання кредиту на відновлення міста.
1798 року Іраклій II помер. Його наступник на престолі Георгій XII продовжив орієнтуватися на відновлення російської протекції. 1799 року на його запит до Східної Грузії були введені російські військові загони. Важкохворий цар був згоден визнати зверхність Петербурга за умови збереження внутрішньополітичного суверенітету. Він заповів престол сину Давиду XII. Проте Росія скористалась смертю Георгія у грудні 1800. 18 січня 1801 імператор Павло І видав маніфест про скасування Георгіївського трактату і анексію Картлі-Кахетинського царства. 12 вересня того ж року наступник Павла Олександр І своїм маніфестом утворив на території анексованого царства Грузинську губернію, поділену на 5 повітів, на чолі якої мав стояти російський генерал-губернатор.
У квітні 1802 маніфест про анексію Східної Грузії було оприлюднено в Тбілісі у храмі Сіоні. Проти виступила більшість кахетинської знаті, яка відмовилась присягати на вірність російському імператору. У липні 1802 кахетинська шляхта організувала політичну демонстрацію поблизу Келменчурі в історичній області Кізікі за участі кількох тисяч людей. Серед лідерів зібрання були князі Оман Джандієрі, Сімон і Давид Кобулашвілі, Іване Андронікашвілі, Йосип та Іване Чавчавадзе. Російський уряд відправив військовий загін для розгону демонстрації, але грузинам вдалося відбити першу атаку.
Кахетинська шляхта звернулась із листом до російського імператора, протестуючи проти вересневого маніфесту 1801 року: вимагаючи відновлення царства Картлі-Кахетії, коронації Юлона, сина Іраклія, як царя, та виконання умов Георгіївського трактату.
Незважаючи на масштаби цієї політичної демонстрації, окупантам вдалося її нейтралізувати. У Кахетію були відправлені додаткові військові сили. Місцева шляхта не змогла чинити опір і вирішила розпустити людей.

### Повстання горців 1804 року
У 1804 році повстання проти Російської імперії спалахнуло в гірських районах Картлі. Першими виступили мешканці регіону Шида-Картлі, яких підтримали мтіули, мохевці, тушини, пшави, хевсури та осетини з ущелини Трусо. Загалом у виступі взяло участь близько 4 тис. воїнів. Повстанці перекрили Дар'яльську ущелину, зруйнували мости й переправи від Кайшаурської гори до Ананурі, опанувавши контроль над значною частиною Військово-Грузинської дороги – єдиного шляху, що зв’язував Східну Грузію з Російською імперією.

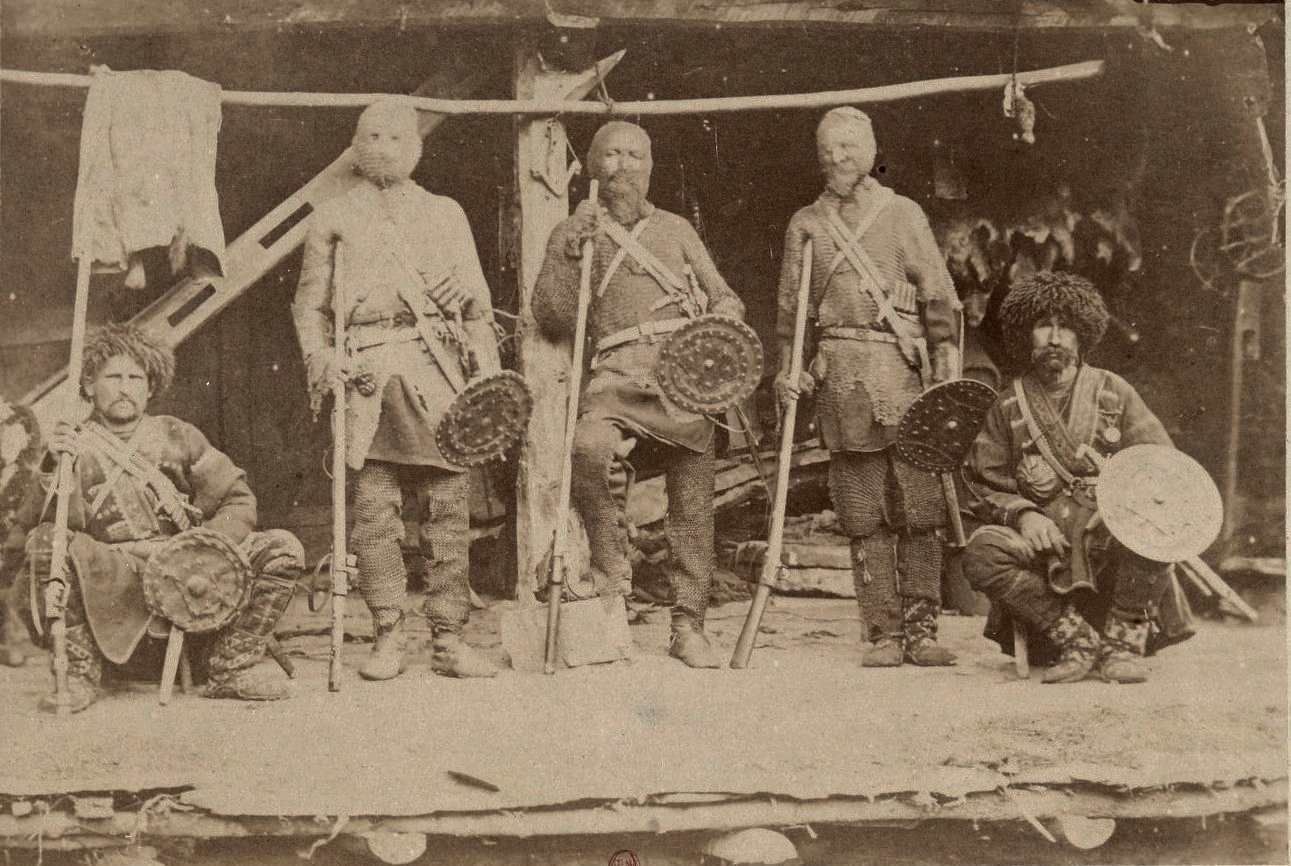
Хевсурські воїни у традиційному одязі. Фото 1881 року

Російські вимоги щодо сплати грошей, постачання провіанту та надання робочої сили для будівництва Військово-Грузинської дороги стали основною причиною протестів. Жорстокі бої тривали, і до втручання Ціціанова хевсури, мтіули, пшави та осетини успішно стримували російську армію.
Організаторами повстання були місцеві князі, що мали на меті повалити російський окупаційний режим і відновити владу царської династії Багратіоні. Повстанці встановили зв'язки з синами Іраклія II Олександром, Юлоном і Парнаозом, що перебували у вигнанні. Юлон закликав аристократів рівнинних районів Картлі-Кахетії приєднатися до виступу.
Успіху інсургентів сприяло те, що російський генерал-губернатор Грузії Павло Ціціанов зі своїм військом облягав Єреван. Російський уряд був змушений спиратися на представників місцевої еліти, що присягнули на вірність Петербургу. Так, ерістави Ксані мобілізували на боротьбу з горцями 1,5 тис. бійців. На бік Росії також перейшли князі Макашвілі та Кобулашвілі. Значна частина грузинської знаті зайняла пасивну позицію, спостерігаючи за розвитком подій.
До жовтня 1804 року російським військам вдалося перемогти повстанців, кілька сіл були спалені, а 73 лідери повстанців заарештовані.
На початку липня 1804 принци Парнаоз і Юлон з невеликим загоном спробували прорватися в Картлі з Імеретії, щоб приєднатися до повстанців, проте були перехоплені росіянами та зазнали невдачі, а Юлон був захоплений у полон. У серпні 1804 повстання досягло свого піку. Після перемоги при Ломісі воно поширилося також на Ксанську ущелину. У вересні до повстанців приєдналась частина кахетинської знаті зі своїми збройними загонами.
З огляду на небезпеку в тилу, Ціціанов зняв облогу Єревана та повністю зосередив увагу на придушенні виступу. Основні сили росіян атакували грузинів з боку фортеці Ананурі, союзне військо ксанського ерістава виступило з Ліахвської ущелини. У вирішальній битві, що відбулася 13 жовтня 1804 при Сіоні, повстанці зазнали поразки, а Парнаоза Багратіоні було захоплено в полон. Росіяни вдалися до репресій проти горців: було заарештовано та заслано понад 300 осіб, спалено декілька сіл.

### Передумови війни 1812 року

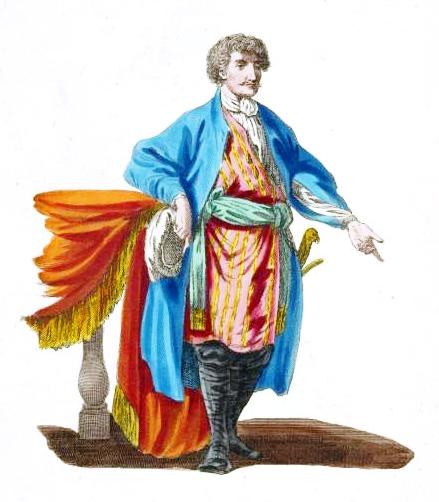
Грузинський дворянин. Британський малюнок 1768 року

Рушійною силою нового повстання також стала частина грузинської шляхти, що зберігала вірність царській династії Багратіоні. Епіцентром спротиву стала Кахетія – вотчина грузинських царів, батьківщина картлі-кахетинської гілки роду Багратіоні, з якої походили Іраклій II і Георгій XII. Після анексії Східної Грузії грузинська аристократія, хоч і була зрівняна в правах з російським дворянством, відчувала себе приниженою, зокрема – через необхідність підкорятися безрідним російським чиновникам, які поводилися на окупованих територіях як пани. «Вахмістр, що приїздив сюди, – скаржилися кахетинці, – при здачі селянами зерна змушував одного зігнутися замість стільця, а іншого – замість столу, і потім на одному сидів, а на іншому писав». Самі росіяни визнавали: «В силу історичних звичок кахетинці звикли підкорятися лише своїм князям; кахетинець не терпів гніту від плебея».
Крім цього, населення окупованої Східної Грузії було змушене забезпечувати майже всю логістику для російської армії, що вела війни проти Османської імперії та Ірану, надаючи худобу та підводи. Хліб на потребу війська у селян купували за ціною, набагато нижчою за ринкову вартість. Селянам доводилося щорічно надавати понад 100 000 коней і численні вози, які псувалися через погані дороги, що призводило до втрат товарів і робочої сили, необхідної для господарства. Наприкінці 1811 року мешканці Кахетії все частіше відмовлялися надавати росіянам їжу. Голод і хвороби, що посилилися через тривалі війни, забрали тисячі життів. У 1811 році від голоду і посухи в Східній Грузії померло понад 4200 осіб. Окупаційний генерал-губернатор Філіппо Паулуччі розмістив у селах каральні військові загони, що призвело до насильства з боку російських солдатів: образ населення, пограбування будинків, вбивств і завдання каліцтв. Офіцери та солдати часто грабували селянські господарства, нищили врожаї та вбивали худобу, залишаючи населення без засобів для виживання.

## Бойові дії

### Перший етап (січень-березень 1812)
Повстання розпочалося 31 січня 1812 року в Ахметі й швидко поширилося на Матані та Тіанеті, а потім по всій Кахетії. Озброєні загони під керівництвом князів Сімона і Адама Бебурішвілі, Нонії Андронікашвілі, Отара Кобулашвілі, Йосипа Сідамонішвілі та інших атакували російські гарнізони.

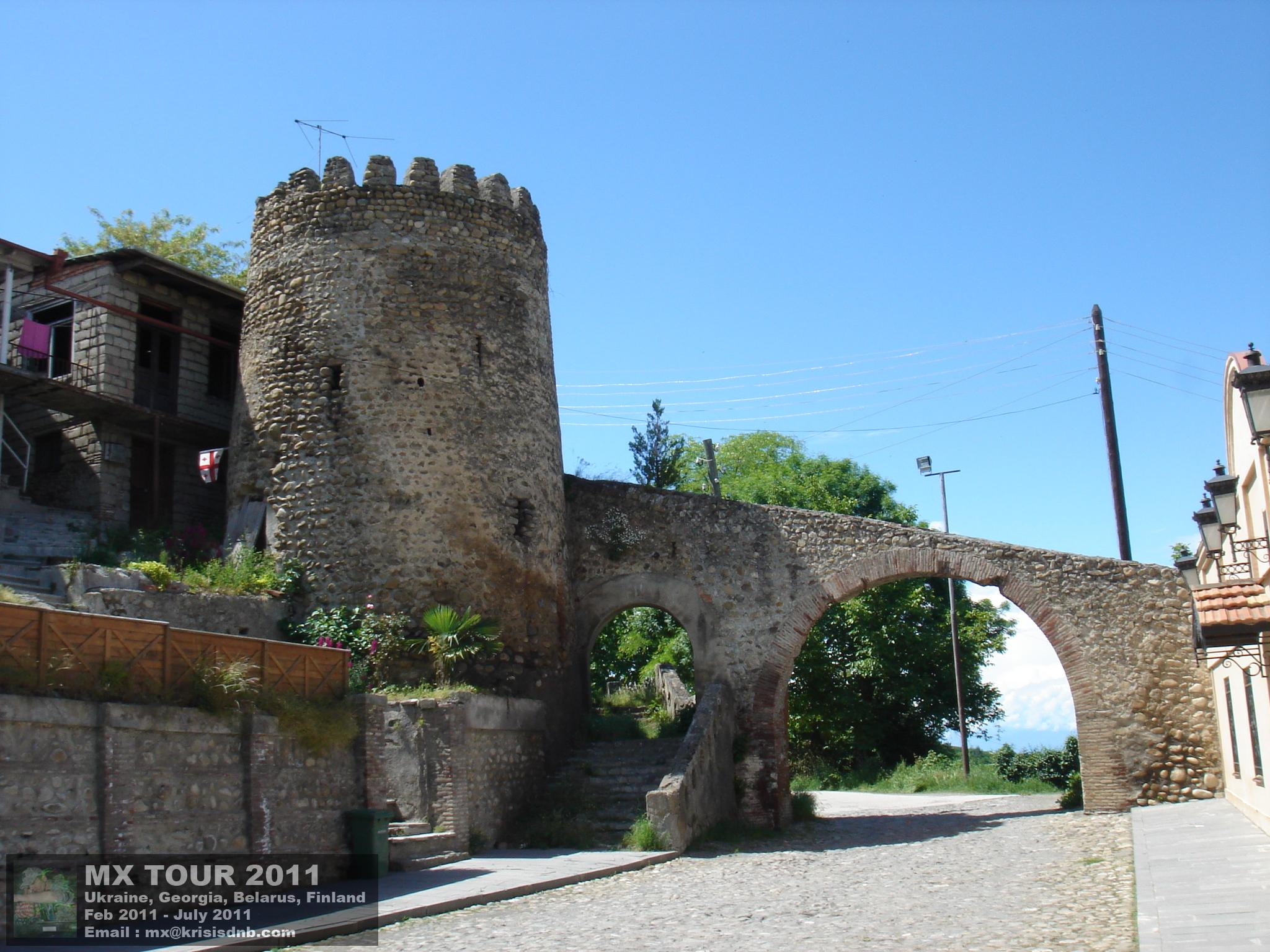
Фортеця в Сігнагі. Сучасне фото

Дії інсургентів були добре організовані та скоординовані. 2 лютого велике військо під командуванням князів Бебурішвілі та Макашвілі, що налічувало кілька тисяч воїнів, зайняло Телаві – столицю Кахетії. Російський гарнізон – 300 солдатів – був заблокований у замку. 5 лютого армія кизикців звільнила Сігнагі, до ноги вибивши гарнізон фортеці на чолі з майором Гейне. 6 лютого у Бодбісхеві був розгромлений Кабардинський полк: втративши вбитими 212 солдатів і 2 офіцерів, росіяни відступили до Карагаджі. Повстанцям дісталась уся амуніція полку та 470 рушниць, була знищена полкова канцелярія з бойовими прапорами. Ледве уник повного знищення Нарвський драгунський полк, розміщений у Манаві та Какабеті: з одного з його ескадронів врятувалося лише 16 солдатів, повстанці захопили всю амуніцію та коней. В Сагареджо був розгромлений 8-й донський козачий полк: врятувався лише його командир унтер-штаб-осавул Кузнєцов з кількома козаками. Командувач Кахетського військового округу Портнягін, зазнавши поразки у бою під Сагареджо, відступив до Тбілісі. Фактично, вся Кахетія була очищена від російських військ.
Метою повстанців було відновлення царства Картлі-Кахеті під владою династії Багратіоні. 20 лютого князі Кахетії проголосили царем 23-річного Григола – внука царя Георгія XII. Григол очолив визвольне військо. Його підтримала і частина картлійської знаті. Ще 9 лютого розпочалися бойові дії в горах Шида-Картлі. Армія мтіулів, пшавів і хевсурів під керівництвом Йосипа Сідамонішвілі встановила контроль над фортецями Душеті та Пасанаурі, обложила Ананурі й заблокувала Військово-Грузинську дорогу.
12 лютого росіяни розпочали підготовку до можливої облоги Тбілісі: загони повстанців зайшли в Авчалу – північне передмістя столиці Картлі. Тим часом, боротьбу проти інсургентів очолив особисто генерал-губернатор Паулуччі. 10 лютого він поінформував імператора про ситуацію в Грузії й попросив додаткових сил для придушення повстання.

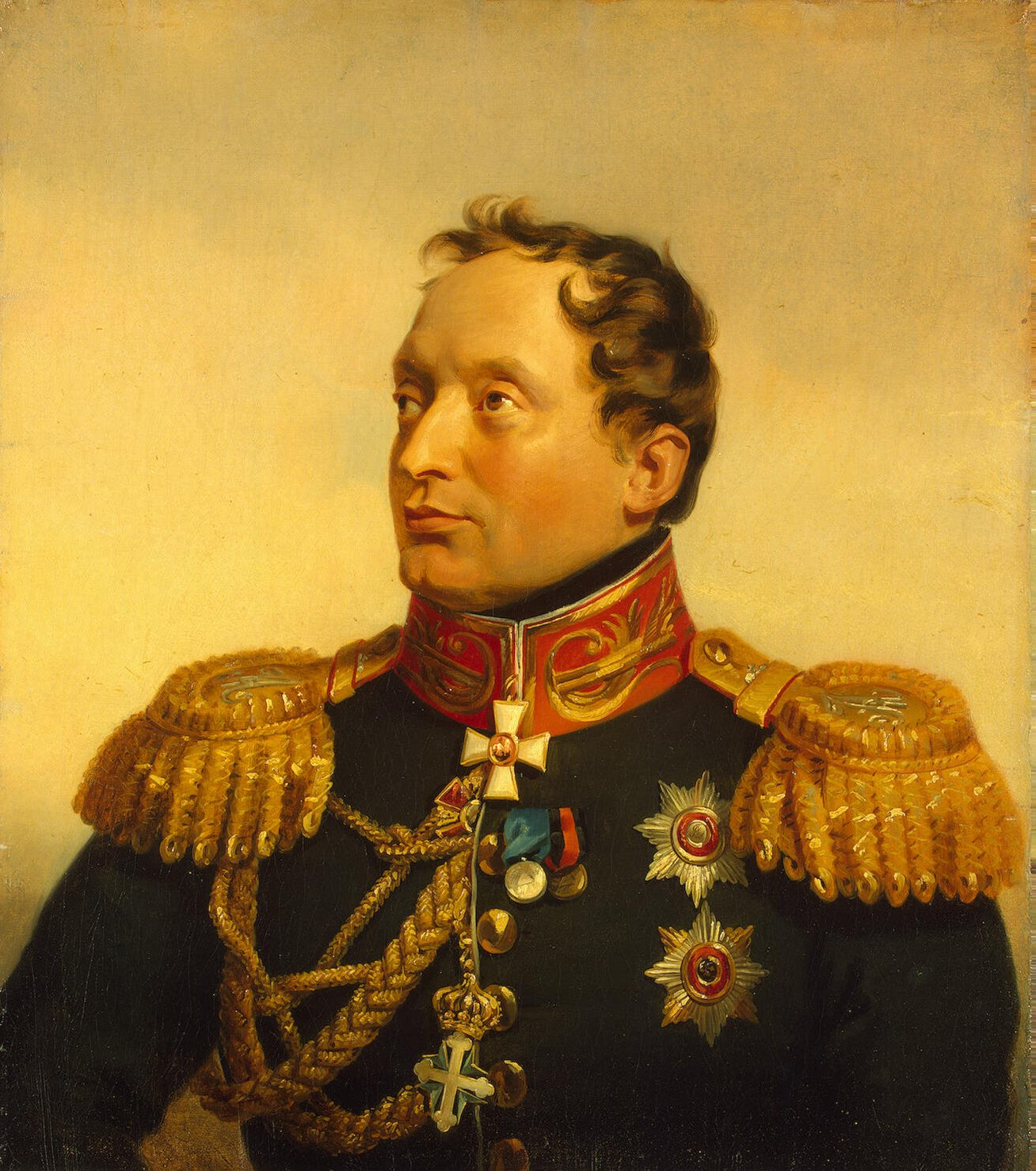
Російський генерал-губернатор Грузії (1811–1812) Філіппо Паулуччі

Російська війська були відкликані з Імеретії, Шида-Картлі, російсько-іранського фронту та Північного Кавказу. За допомогою місцевих князів окупантам вдалося зупинити поширення повстання в Картлі. 13–14 лютого росіяни перейшли у контрнаступ: Грузинський гренадерський полк на чолі з підполковником Ушаковим вибив повстанців з Душеті та Ананурі. 18 лютого окупанти очистили ущелину Арагві, де закріпилися сили визвольного війська. Захоплених у полон грузинів стратили, кілька гірських сіл спалили за підтримку повстання.
До 20 лютого 1812 року до повстанців прибула понад тисяча горців до осадженої фортеці Карагач. За рапортом казахського моурава від 22 лютого, лезгини, зокрема джаро-белоканці та дагестанські аварці, також приєдналися до повстання. Вони направили делегацію до повстанців, щоб ознайомитися з ситуацією та ухвалити рішення щодо участі у визвольному русі.
23 лютого Паулуччі з основними силами вторгся в Кахетію. Визвольне військо на чолі з Григолом не могло протистояти ворогу, що був посилений артилерію, та було змушене відступити вглиб регіону. Паулуччі не одразу став переслідувати Григола. Спершу він очистив Хашмі, Манаві, Какабеті та Сагареджо, жорстоко покаравши учасників повстання. Потім привів до покори кизикців і вирушив у бік Телаві.
Рапорт головнокомандувача Грузії маркиза Паулуччі від 26 березня 1812 року свідчить про активну участь джарців у Кахетинському повстанні. Він зазначав, що «фортеця Карагадж з 11 лютого була осаджена повстанцями… 26 лютого через брак провіанту наш загін покинув фортецю, і, минувши оточення кахетинців і джарців, зміг вийти з оточення».
1–2 березня у вирішальній битві біля села Чумлакі російська армія зустрілася з великим військом під проводом Григола. Напередодні битви, 1 березня, повстанський загін чисельністю близько 4 тисяч осіб, до складу якого входили пшави, хевсури та лезгіни, зіткнувся з російськими військами. Царевич Григол, бажаючи посилити свої сили, звернувся до мешканців сусідніх сіл із закликом приєднатися до боротьби. Він описав сутичку як велику перемогу повстанців і заявив: «Поки хоча б один кахетинець живий, Кахетія не відступить». Проте, за словами Матіані, “росіяни перемогли”, завдяки перевазі в артилерійському вогні, що схилив чашу терезів на їх користь. У перший день битви тисяча повстанців героїчно загинули, зупиняючи ворога ціною власних життів. Однак, незважаючи на початковий запал – росіяни здобули перемогу, хоч і зі значними втратами. У битві загинув князь Вахтанг Орбеліані – командир батальйону та зять царя Іраклія. Ад’ютант Паулуччі, поет Олександр Чавчавадзе, був захоплений і врятований лише завдяки використанню знаменитої мазі Турманідзе. Григол спробував знайти притулок у Дагестані, але його схопили і 6 березня передали росіянам. Після цього він був засланий до Росії і провів рік у Петрозаводській в’язниці.Повстанці, залишившись без командира, здали Телаві без бою, але чинили запеклий опір численним російським військам біля Тіанеті.
26 березня генерал-губернатор Паулуччі повідомив російському імператору про повне відновлення окупаційної адміністрації в Картлі-Кахетії. 13 активних учасників повстання були повішені, 520 – розстріляні, 62 князів – депортовані за межі Грузії. Водночас, росіяни були змушені піти на деякі поступки грузинській аристократії. Так, Паулуччі скасував посаду «капітана-ісправника» – російського офіцера, що очолював судову владу в повіті, натомість дозволивши відновити інститут «моураві» – судових керівників від місцевої шляхти. Були утворені тимчасові суди, де основою для цивільного судочинства стало грузинське право, а також скасовані військові патрулі.

### Другий етап (квітень-травень 1812)
Незабаром Паулуччі був відкликаний. Його замінив новий генерал-губернатор Микола Ртіщев, який відновив репресії та розшуки активних учасників повстання. Ртіщев направив до Кахетії додаткові сили, що дало змогу посилити контроль над регіоном. Оголошення повторної амністії та відсутність підтримки ззовні змусили багатьох повстанців скласти зброю. Частина учасників повстання закликала інших припинити боротьбу, вірячи в обіцянки уряду. Неспокій у Кахетії почався знову. У квітні нова хвиля виступів охопила Еніселі, Шилду, Сабуе, Гремі та інші села. Біля Телаві був розбитий російський загін майора Шматова. Знову взялися за зброю кизикці. Очільниками повстання стали князі Нонія Андронікашвілі, Рафаель Еріставі та Іване Джорджадзе. Кахетинці закликали принца Олександра Багратіоні, який перебував в Ірані, приєднатися до них і очолити їхній рух.
Для придушення нового повстання Ртіщев відправив у Кахетію Кабардинський і Нижегородський полки на чолі з генералом Сталем. 13–19 травня каральне військо повернуло під контроль окупаційної адміністрації Сігнагі та Телаві, розбивши загони інсургентів. З огляду на відсутність надії на зовнішню допомогу, князі Кахетії розпустили свою армію.
У травні 1812 року Російська імперія підписала перемир'я з Туреччиною, і воєнні дії між сторонами припинилися. Водночас, Петербург і далі перебував у стані війни з Іраном.

### Третій етап (вересень 1812– червень 1813)
Влітку 1812 року армія французького імператора Наполеона Бонапарта захопила Москву. З огляду на зовнішню ситуацію, принц Олександр розпочав активні дії в Картлі-Кахетії. Повернення Батонішвілі на батьківщину з Ірану вдихнуло нове життя в рух. В його табір у Тіанеті прийшли не лише кахетинці, а й лезгини, кисти та лекси з Дагестану. Підтримка цих загонів, які спеціально готувалися в Ірані, посилила позиції повстанців. У вересні 1812 року він зміг повернутися на батьківщину з невеликим військом і укріпився в Тіанеті. На його заклик повстала шляхта Кахетії і Пшав-Хевсуреті, а також окремі князі Картлі. На допомогу Батонішвілі також прийшли лезгини, які надали 1,2 тис. воїнів.

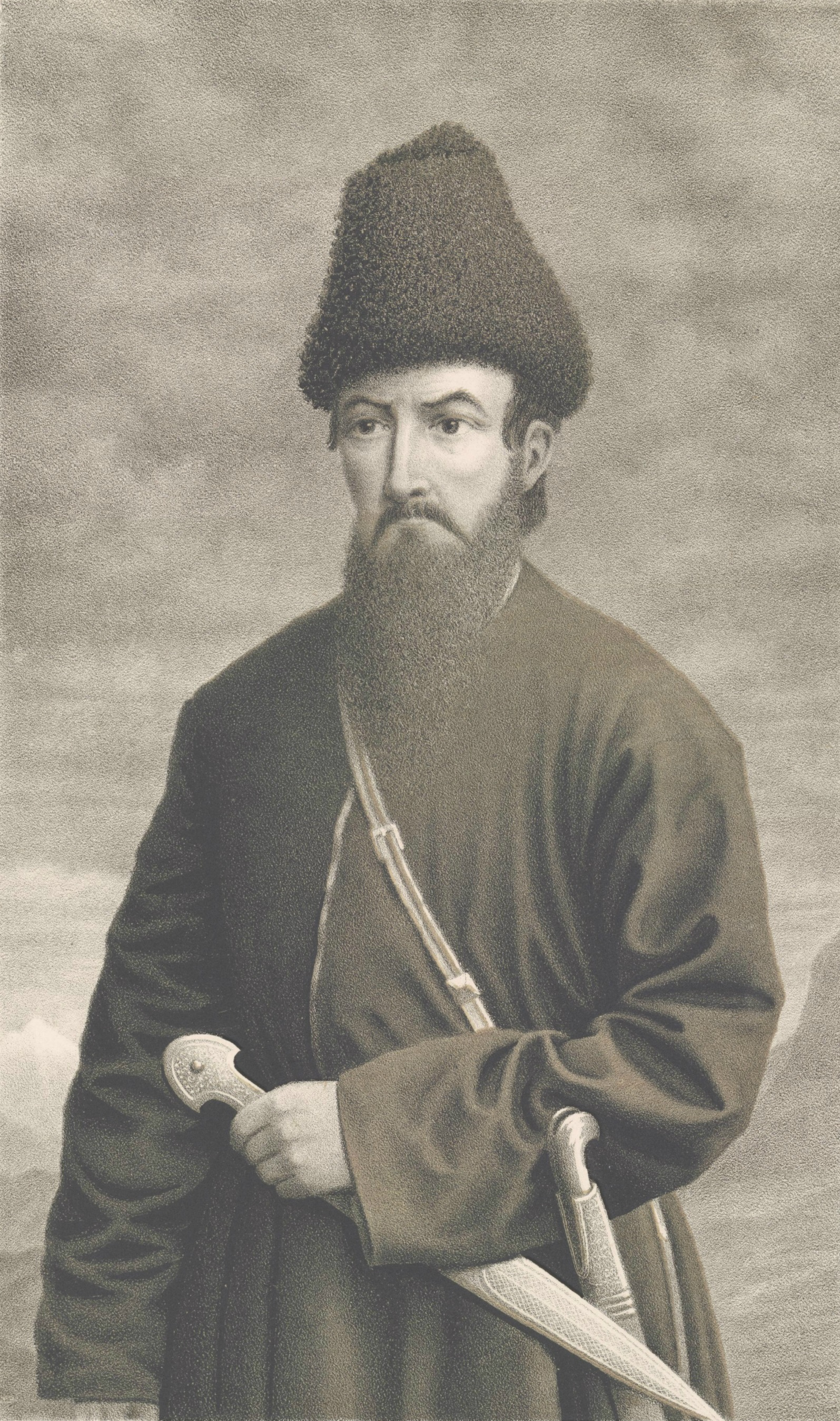
Принц Картлі-Кахетії Олександр Багратіоні

Олександр розділив своє військо на три частини. Перший загін мав взяти під контроль дороги, що з’єднували Тбілісі та Кахетію, другий – заблокувати Військово-Грузинську дорогу. Головні сили під особистим керівництвом Багратіоні мали очистити Кахетію від російських військ.
Атака Олександра мала розпочатися в ніч на Алавердоба (16 вересня за старим стилем). Цей святковий день також мав стати днем його коронації як царя Грузії. Проте генерал-губернатор Ртіщев дізнався про плани грузинів і заздалегідь посилив стратегічні пункти в Кахетії, домігся перекидання додаткових військ з Північного Кавказу, а також призначив винагороду за вбивство Батонішвілі. Олександр був позбавлений можливості стати царем у день свята, коли націю очікували об’єднані дії під одним прапором. Це спричинило значний деморалізуючий ефект серед повстанців.
В останні дні вересня загони пшавів і хевсурів захопили військову дорогу. 3 жовтня біля Пасанаурі вони оточили та знищили загін Суздальського полку на чолі з майором Нікольським, захопивши останнього у полон. Зрештою, росіянам вдалося розблокувати дорогу, перекинувши на цей напрямок війська з Північного Кавказу. Тим часом, військо під керівництвом генерала Дмитра Орбеліані, посилене загонами, відкликаними з російсько-іранського фронту, а також з Імеретії, перейшло у наступ в Кахетії з метою знищити основні сили Олександра.
Багратіоні обрав тактику партизанської війни. Його кавалерія, поділена на малі загони, нападала на російські підрозділи та завдавала їм значних втрат. Однак керівнику повстання не вдалося уникнути прямого зіткнення з регулярною російською армією. Вирішальна битва відбулась біля села Шилда 10 жовтня і тривала шість годин: перемогу здобули росіяни, а головні сили повстанців відступили до Чалаубанської ущелини.
Тим часом, зазнали невдачі мирні переговори між Росією та Іраном, і відновилися бойові дії. Іранська армія під командуванням Аббаса-Мірзи виступила в бік Грузії, маючи на меті надати допомогу Олександру. Однак 19–20 жовтня загін українця, генерал-майора РІА Петра Котляревського перехопив Аббаса-Мірзу поблизу Асландуза, вщент розгромивши його військо.Весь успіх майбутнього нападу Котляревський базував на раптовості атаки, тому він вирішив напасти вночі, а для того, щоб обійти персидські караули, потрібно було переправитися через Аракс за 15 верст вище від табору та здійснити перехід на 70 верст. Загін, що складався з 1 500 піхотинців, 500 кавалеристів і 6 артилерійських знарядь, виступив 18 жовтня проти 30 тисяч персів, серед яких було 8 тисяч регулярного війська.(Щодо обстановки бойових дій і успіху Котляревського, його оцінка підприємства наступу була такою: «Победителя не судят». Котляревський відзначав, що хоча атака вночі і здалася деяким критикам «дерзким», він мав на меті обійти персидські караули, щоб здобути несподівану перемогу. На думку Котляревського, його план був не тільки доцільним, але й ефективним, незважаючи на складність ситуації).  Сподівання Олександра на зовнішню допомогу розбилися.
26 листопада під час битви при Манаві лезгинські загони, підкуплені росіянами, зрадили Батонішвілі і залишили поле бою. Поразка в Манаві спричинила розпорошення грузинського війська, багато князів почали шукати примирення з російською владою. Водночас близько 80 грузинських вельмож були виселені до різних частин Росії, а їхні маєтки передані до казни. Олександр разом з рештою прибічників відступив у гори Хевсуреті.Населення Кахетії, що підтримало повстання, піддалося жорстоким репресіям і каральним заходам. Генерал-губернатор Ртіщев наказав накласти контрибуцію на населення, стягуючи великі податки зерном та грошима.
Листування між Олександром, який перебував у Шатілі, та генерал-губернатором Ртіщевим свідчило про високий рівень дипломатичної культури грузинського принца. Він відстоював принципи договору 1783 року у стосунках з Росією, вважав боротьбу за відновлення незалежності Грузії справедливою і відмовлявся здатися. Незважаючи на спроби росіян зіштовхнути пшавів та хевсурів із Батонішвілі, вони залишалися вірними лідеру.
Проте міжнародна політична ситуація, тим часом, змінилася на користь Російської імперії. Після перемоги над Францією та Іраном вона зміцнила свої позиції на Кавказі. Боротьба Олександра стала безнадійною. Хоча російські солдати вважали зимову кампанію неможливою, навесні 1813 року Ртіщев організував «хевсуретську експедицію»(кампанія російських військ із захоплення Шатілі). Солдати, які брали участь у цьому поході, порівнювали його складність із переходом Суворова через Альпи. Генерал-губернатор Ртіщев вирішив захопити Батонішвілі і в травні 1813 року відправив до Хевсуреті 2,500 російських солдатів з артилерією під командуванням генерала Сталя. Хевсури та кістинці чинили запеклий опір, втративши у боях близько 900 воїнів. Росіяни зруйнували понад 20 хевсурських і близько десяти кістинських сіл і перетворили Шатілі на попіл. Завдяки відданості хевсурів принц Олександр утік від ворога і сховався на Північному Кавказі. Попри втрати, дух свободи, як і надія, залишилися з Батонішвілі. З мечем у руках він розпочав новий етап боротьби в Дагестані. Оселившись в селі Унцукуль в Дагестані, він знову почав збирати бойові загони горців, об'єднавши під своїм прапором 6 тис. бійців. У 1813 році він увійшов до Кахетії через Шилду і бився з російською армією поблизу Сабуе, але зазнав поразки і знову відступив до Дагестану.

## Наслідки
Учасники повстання були суворо покарані: багатьох представників кахетинської знаті заарештували, засудили до смертної кари або депортували. На населення були накладені репарації у вигляді хліба та грошових виплат, ворожі до Росії шляхетні роди були пограбовані: їхні володіння були передані проросійським князям і чиновникам.
Після остаточного придушення повстання окупаційна влада внесла зміни до структури управління Східною Грузією. Інститут «капітан-ісправників» не був відновлений, водночас, «моуравоба», відновлена Паулуччі, знову була скасована, і нагляд за селами був переданий лояльним грузинським дворянам (так званим «смотрителям»).